# 耶麻郡
- 令制国一覧 > 東山道 > 岩代国 > 耶麻郡
- 日本 > 東北地方 > 福島県 > 耶麻郡

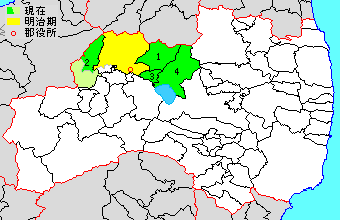
福島県耶麻郡の範囲（1.北塩原村 2.西会津町 3.磐梯町 4.猪苗代町 薄黄：後に他郡から編入した区域）

耶麻郡（やまぐん）は、福島県（陸奥国・岩代国）の郡。
人口22,778人、面積986.88km²、人口密度23.1人/km²。（2025年2月1日、推計人口）
以下の3町1村を含む。
- 北塩原村（きたしおばらむら）
- 西会津町（にしあいづまち）
- 磐梯町（ばんだいまち）
- 猪苗代町（いなわしろまち）

## 郡域
1878年（明治12年）に行政区画として発足した当時の郡域は、上記2町1村に喜多方市の大部分（概ね阿賀川以北）を加え、西会津町の一部（概ね阿賀川以南）を除いた区域にあたる。

## 歴史

### 近代以降の沿革
- 幕末時点では陸奥国に所属した。『旧高旧領取調帳』に記載されている明治初年時点での支配は以下の通り。（230村）

| 知行   | 知行                 | 村数  | 村名 |
| ------ | -------------------- | ----- | --- |
| 幕府領 | 幕府領（会津藩預所） | 67村  | 一ノ堰村、大沢村（現・喜多方市岩月町宮津）、中田付村、稲田村、関柴村、小沼村、吉沢村、高柳村、舘村、関屋村、樟村、中目村（現・喜多方市）、上利根川村、金森村、西常世村、東常世村、中道地分、金沢村、宮目村、辻村、高木村、源太屋敷村、下高額村、上高額村、上勝村、平林村、下吉村、京出村、東中明村、中里村、三城目村、布流村、西中明村、下勝村、堂畠村、太田村、漆窪村、小土山村、三方村、戸中村、井谷村、八重窪村、大芦村、利田村、滝下村、荻野村、吹屋村、大船沢村、小綱木村、真箇沢村、宮野村、梨平村、小山村、中沢村、出戸村、山浦村、塩村、井岡村、一郷分、板沢村、沼平村、早稲谷村、船引村、洲谷沢村、賢谷村、背戸尻村、中反村 |
| 藩領   | 陸奥会津藩           | 230村 | 塩川村、下遠田村、上遠田村、上江村、新井田村、下利根川村、下小出村、別府村、上窪村、下窪村、三橋村、金川村、深沢村、田中村、竹屋村、南屋敷村、中屋敷村、上原村、松崎村、赤枝村、落合村、下西連村、上西連村、入倉村、新井田谷地村、小田付村、稲村、下岩崎村、宮前村、天井沢村、入田付村、上岩崎村、上田村、下台村、下柴村、小荒井村、飯田分、坂井分、村松村、北原新田村、高畠村、下三宮村、太郎丸村、補五免分、高吉村、荒分村、沖村、貝沼村、大六天村、渋井村、菅井村、柴城村、清次袋村、大荒井新田村、塚原村、泉分、長尾村、五目村、根岸村、下谷地村、鷲田村、赤崎新田村、上三宮村、吉志田村、中村、赤崎村、宇津野村、栗生沢村、熱塩村、水沢村、日中村、黒川村、野辺沢村、金屋村、針生村、上野村、百木田中村、中川原村、山岩尾村、岩尾村、半在家村、五分一村、譲屋村、慶徳村、松野村、宮在家村、見頃村、岩沢村、細屋村、堀出新田村、綾金村、能力村、新尾田村、万力村、鎧召村、赤星村、大沢村（現・喜多方市塩川町会知）、大木村、田原村、新宮村、山崎村、真木村、大塩村、上川前村、下川前村、土合分、漆村、谷地分、雄国新田村、熊倉村、大谷村（第1次）、高目村、橋屋村、赤岩村、中山村、西海枝村、黄檗村、小屋村、極入村、中町村、新町村、道目村、下町村、杉山村、川口村、向原村、吉田新田村、原村、平明村、呼賀村、泥浮村、新村、樟山村、滑沢村、滝坂村、柴崎村、橋立村、舘原村、三ツ山新田村、広野村、木曽村、船岡村、小布瀬原村、川吉新田村、寺内村、下村、上林村、一ノ戸村、撫木分、川隅村、本木分、藤沢村、堂山村、宮古村、本町、今和泉村、東谷地村、北高野村、嘉堂観村、南土田村、谷地村、百目貫村、堤崎村、島田村、西舘村、牛沼新田村、入江村、相名目村、蜂屋敷村、廻谷地村、大在家村、西真行村、釜井村、烏帽子小屋村、東真行村、南真行村、新在家村、五十軒村、三城潟村、行津村、桜川村、西久保村、蟹沢村、金沢新田村、戸ノ口村、三本木新田、袋新田村、土田新田村、布藤村、一沢村、磨上新田村、源橋村、本寺村、大寺村、新町、町堤崎村、町島田村、土町、中町、北窪村、見弥村、渋谷村、長坂新田村、酸川野村、木地小屋村、大原新田村、小田村、白木城村、水沢村、堀切村、荻窪村、下舘村、内野村、明戸村、白津村、東舘村、曲淵村、新屋敷村、幸野村、都沢村、関脇村、壺下村、楊枝村、山潟村、金曲村、夷田新田村、小平潟村、松橋村、中目村（現・猪苗代町）、檜原村 |

- 明治元年
  - 9月22日（1868年11月6日） - 会津戦争で会津藩が新政府軍に降伏し、領地を没収される。
  - 10月1日（1868年11月14日） - 幕府領・旧会津藩領に若松民政局を設置。
  - 12月7日（1869年1月19日）
    - 陸奥国が分割され、本郡は岩代国の所属となる。
    - 旧会津藩領の郷村高帳の引き継ぎ以外の事務が上野館林藩の管轄となる。

  - 12月23日（1869年2月4日） - 旧会津藩領の事務が館林藩と羽前新庄藩の共同管理となる。
- 明治2年5月4日（1869年6月13日） - 若松民政局を廃し、若松県を設置。館林藩・新庄藩の管轄も終了。
- 明治初年 - 下町村が下松村に改称。
- 明治8年（1875年） - 下記の村の統合が行われる。（121村）

- 宮津村 ← 大沢村（現・喜多方市岩月町宮津）、中田付村、上岩崎村、上田村
- 新合村 ← 小沼村、金沢村、辻村
- 三吉村 ← 　中目村（現・喜多方市）、上利根川村、宮目村
- 五合村 ← 金森村、南屋敷村、中屋敷村、上原村、松崎村
- 常世村 ← 西常世村、東常世村、中道地分
- 新江木村 ← 高木村、上江村、新井田村
- 高堂太村 ← 下高額村、堂畠村、太田村
- 北山村 ← 下吉村、土合分、漆村、谷地分
- 西勝村 ← 西中明村、下勝村
- 富士村 ← 漆窪村、高目村
- 磐見村 ← 小土山村、三方村
- 三河村 ← 戸中村、井谷村、八重窪村、橋屋村
- 揚津村 ← 大芦村、利田村、滝下村、赤岩村、中山村
- 上郷村 ← 荻野村、吹屋村、大谷村（第1次）、西海枝村、黄檗村
- 大綱木村 ← 大船沢村、小綱木村
- 飯里村 ← 真箇沢村、小山村、中町村
- 飯沢村 ← 宮野村、梨平村、小屋村
- 高陽根村 ← 中沢村、出戸村、山浦村
- 元島村 ← 塩村、井岡村、杉山村、川口村、向原村、吉田新田村
- 一川村 ← 一郷分、川吉新田村
- 蓬莱村 ← 船引村、中反村、堂山村、宮古村
- 八幡村（現・喜多方市） ← 洲谷沢村、下村、上林村、川隅村
- 遠田村 ← 下遠田村、上遠田村
- 小符根村 ← 下利根川村、下小出村、別府村
- 窪村 ← 上窪村、下窪村
- 金橋村 ← 三橋村、金川村
- 中屋沢村 ← 深沢村、田中村、竹屋村
- 大谷村（第2次） ← 落合村、下西連村、上西連村、入倉村
- 喜多方町 ← 小田付村、稲村、小荒井村、清次袋村、塚原村
- 大都村 ← 下岩崎村、宮前村、天井沢村
- 大飯坂村 ← 飯田分、坂井分、大荒井新田村
- 鳥見山村 ← 高畠村、吉志田村、中村
- 吉川村 ← 下三宮村、見頃村、岩沢村
- 米室村 ← 太郎丸村、補五免分、高吉村、泉分、綾金村
- 沢部村 ← 荒分村、長尾村
- 吉沖村 ← 沖村、柴城村
- 天沼村 ← 貝沼村、大六天村
- 加納村 ← 根岸村、下谷地村、鷲田村、赤崎新田村、五目村［端村大平・黒岩・木地小屋を除く］
- 山田村 ← 赤崎村、宇津野村、栗生沢村

- 三和村 ← 熱塩村、水沢村、日中村
- 相田村 ← 黒川村、野辺沢村、金屋村
- 米岡村 ← 針生村、上野村、百木田中村、中川原村、五目村［端村大平・黒岩・木地小屋］
- 宮川村 ← 山岩尾村、岩尾村、半在家村
- 三谷村 ← 五分一村、譲屋村、細屋村
- 松舞家村 ← 松野村、宮在家村
- 四奈川村 ← 能力村、新尾田村、万力村、鎧召村
- 会知村 ← 赤星村、大沢村（現・喜多方市塩川町会知）
- 大田木村 ← 大木村、田原村
- 豊島村 ← 新町村、道目村、下松村
- 笹川村 ← 原村、平明村、呼賀村、泥浮村、新村、樟山村
- 豊洲村 ← 滑沢村、滝坂村、柴崎村、橋立村
- 山都村 ← 舘原村、三ツ山新田村、広野村、木曽村
- 小舟寺村 ← 船岡村、小布瀬原村、寺内村
- 猪苗代町 ← 本町［大部分］、今和泉村、東谷地村、新町［下分］、中町、北窪村
- 磐根村 ← 本町［一部］、行津村、桜川村、西久保村、土田新田村、袋新田村、新町［上分］
- 千代田村 ← 北高野村、嘉堂観村、南土田村
- 磐里村 ← 谷地村、百目貫村、堤崎村、島田村
- 堅田村 ← 牛沼新田村、入江村、相名目村、蜂屋敷村、廻谷地村
- 長田村 ← 大在家村、西真行村、釜井村、烏帽子小屋村、東真行村、南真行村
- 三ツ和村 ← 新在家村、五十軒村、三城潟村
- 翁沢村 ← 蟹沢村、金沢新田村、戸ノ口村、三本木新田
- 更科村 ← 布藤村、一沢村、磨上新田村、源橋村
- 磐梯村 ← 本寺村、大寺村
- 磐保村 ← 町堤崎村、町島田村、土町
- 磐瀬村 ← 見弥村、渋谷村、長坂新田村
- 若宮村 ← 酸川野村、木地小屋村、大原新田村
- 蚕養村 ← 小田村、白木城村
- 三郷村 ← 水沢村、堀切村、荻窪村、下舘村
- 八幡村（現・猪苗代町） ← 内野村、明戸村、白津村、東舘村
- 川桁村 ← 曲淵村、新屋敷村、幸野村
- 関都村 ← 都沢村、関脇村
- 壺楊村 ← 壺下村、楊枝村
- 金田村 ← 金曲村、夷田新田村
- 中小松村 ← 小平潟村、松橋村、中目村（現・猪苗代町）
- 北原新田村が村松村に合併。
- 上川前村・下川前村が大塩村に合併。
- 雄国新田村が雄国村に改称。
- 極入村が飯根村に改称。

- 明治9年（1876年）8月21日 - 第2次府県統合により福島県の管轄となる。
- 明治10年（1877年） - 下記の村の統合が行われる。（104村）

- 一井村 ← 一ノ堰村、渋井村、菅井村
- 橿野村 ← 稲田村、下台村
- 都村 ← 吉沢村、高柳村、舘村
- 三津井村 ← 上勝村、京出村、東中明村
- 豊芦村 ← 中里村、三城目村、布流村
- 朝倉村 ← 板沢村、沼平村、賢谷村、背戸尻村
- 豊岡村 ← 慶徳村、堀出新田村、新宮村

- 山科村 ← 山崎村、真木村
- 一ノ木村 ← 一ノ戸村、撫木分
- 相川村 ← 本木分、藤沢村
- 樟村が関屋村に合併。
- 加納村が米岡村の一部（旧・五目村）を編入。
- 三和村が相田村の一部を編入のうえ改称して熱塩村となる。
- 八幡村（現・喜多方市）が木幡村に改称。

- 明治12年（1879年）1月27日 - 郡区町村編制法の福島県での施行により行政区画としての耶麻郡が発足。郡役所を塩川村に設置。
- 明治13年（1880年） - 豊岡村の一部（旧・新宮村）が分立して新宮村となる。（105村）
- 明治14年（1881年） - 郡役所が喜多方町小田付に移転。
- 明治15年（1882年） - 北山村の一部（旧・下吉村）が分立して下吉村となる。（106村）

### 町村制以降の沿革

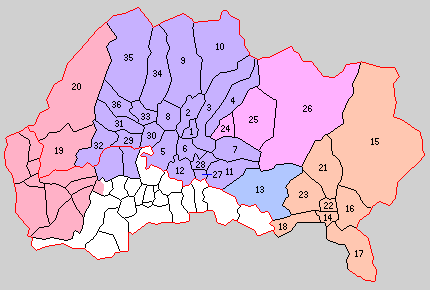
1.喜多方町 2.松山村 3.岩月村 4.関柴村 5.慶徳村 6.豊川村 7.熊倉村 8.上三宮村 9.加納村 10.熱塩村 11.駒形村 12.堂島村 13.磐梯村 14.千里村 15.吾妻村 16.長瀬村 17.月輪村 18.翁島村 19.新郷村 20.奥川村 21.磐瀬村 22.猪苗代町 23.磐保村 24.北山村 25.大塩村 26.檜原村 27.塩川村 28.姥堂村 29.山都村 30.小川村 31.木幡村 32.山郷村 33.相川村 34.朝倉村 35.一ノ木村 36.早稲谷村（紫：喜多方市 桃：北塩原村 赤：西会津町 橙：猪苗代町 青：合併なし）

- 明治22年（1889年）4月1日 - 町村制の施行により以下の村が発足。特記以外は現・喜多方市。（2町34村）
  - 喜多方町（喜多方町［旧・稲村を除く］が単独町制）
  - 松山村 ← 村松村、大飯坂村、鳥見山村
  - 岩月村 ← 橿野村、宮津村、入田付村、大都村、喜多方町［旧・稲村］
  - 関柴村 ← 西勝村、上高額村、三津井村、平林村、関柴村、下柴村、豊芦村
  - 慶徳村 ← 松舞家村、豊岡村、山科村、新宮村
  - 豊川村 ← 米室村、沢部村、一井村、高堂太村
  - 熊倉村 ← 熊倉村、都村、新合村、雄国村
  - 上三宮村 ← 上三宮村、吉川村、三谷村
  - 加納村 ← 加納村、米岡村、宮川村
  - 熱塩村 ← 熱塩村、山田村、相田村
  - 駒形村 ← 中屋沢村、金橋村、窪村、五合村、常世村
  - 堂島村 ← 天沼村、吉沖村、四奈川村、大田木村、会知村、遠田村
  - 磐梯村 ← 赤枝村、大谷村、磐梯村、更科村（現・磐梯町）
  - 千里村 ← 西舘村、千代田村、堅田村、磐里村（現・猪苗代町）
  - 吾妻村 ← 若宮村、蚕養村（現・猪苗代町）
  - 長瀬村 ← 川桁村、八幡村、三郷村（現・猪苗代町）
  - 月輪村 ← 中小松村、金田村、関都村、壺楊村、山潟村（現・猪苗代町）
  - 翁島村 ← 長田村、三ツ和村、磐根村、翁沢村（現・猪苗代町）
  - 新郷村 ← 富士村、笹川村、三河村、豊洲村（現・西会津町）
  - 奥川村 ← 元島村、豊島村、飯里村、飯沢村、飯根村、高陽根村、大綱木村（現・西会津町）
  - 磐瀬村（単独村制、現・猪苗代町）
  - 猪苗代町（単独町制、現存）
  - 磐保村（単独村制、現・猪苗代町）
  - 北山村 ← 下吉村、北山村、関屋村（現・北塩原村）
  - 大塩村、檜原村（それぞれ単独村制。現・北塩原村）
  - 塩川村（単独村制）
  - 姥堂村 ← 新江木村、新井田谷地村、源太屋敷村、小符根村、三吉村
  - 山都村（単独村制）
  - 小川村 ← 一川村、小舟寺村
  - 木幡村 ← 木幡村、蓬莱村
  - 山郷村 ← 磐見村、上郷村、揚津村
  - 相川村、朝倉村、一ノ木村、早稲谷村（それぞれ単独村制）
- 明治30年（1897年）10月1日 - 郡制を施行。
- 明治42年（1909年）4月1日 - 塩川村が町制施行して塩川町となる。（3町33村）
- 大正12年（1923年）4月1日 - 郡会が廃止。郡役所は存続。
- 大正15年（1926年）7月1日 - 郡役所が廃止。以降は地域区分名称となる。
- 昭和16年（1941年）4月1日 - 猪苗代町・磐瀬村・磐保村が合併し、改めて猪苗代町が発足。（3町31村）
- 昭和25年（1950年）4月1日 - 山都村・小川村・木幡村が合併して山都町が発足。（4町28村）
- 昭和29年（1954年）
  - 3月31日（3町14村）
    - 喜多方町・松山村・岩月村・関柴村・慶徳村・豊川村・熊倉村・上三宮村が合併して喜多方市が発足し、郡より離脱。
    - 山都町・相川村・一ノ木村・早稲谷村および朝倉村の一部（賢谷・沼ノ平）が合併し、改めて山都町が発足。
    - 熱塩村・加納村および朝倉村の残部（板ノ沢・背戸尻・村杉）が合併して熱塩加納村が発足。
    - 北山村・大塩村・桧原村が合併して北塩原村が発足。

  - 7月1日（4町9村）
    - 塩川町・姥堂村・駒形村・堂島村が合併し、改めて塩川町が発足。
    - 新郷村・奥川村が河沼郡野沢町・尾野本村・登世島村・睦合村・下谷村・群岡村・上野尻村・宝坂村と合併して西会津町が発足。
- 昭和30年（1955年）
  - 3月1日
    - 猪苗代町・千里村・吾妻村・月輪村・翁島村が合併し、改めて猪苗代町が発足。（4町5村）
    - 山都村が河沼郡千咲村の一部（三津合）を編入。

  - 3月31日 - 山郷村が河沼郡高寺村・新郷村・千咲村と合併して河沼郡高郷村が発足し、郡より離脱。（4町4村）
  - 7月20日 - 長瀬村が猪苗代町に編入。（4町3村）
- 昭和35年（1960年）
  - 4月1日 - 磐梯村が町制施行して磐梯町となる。（5町2村）
  - 8月1日 - 河沼郡高郷村の所属郡が本郡に変更。（5町3村）
  - 10月20日 - 高郷村の一部（束松）が西会津町に編入。
- 平成18年（2006年）1月4日 - 熱塩加納村・塩川町・山都町・高郷村が喜多方市と合併し、改めて喜多方市が発足し、郡より離脱。（3町1村）

### 変遷表
| 明治22年以前 | 明治22年4月1日      | 明治22年 - 昭和19年                | 昭和20年 - 昭和29年           | 昭和20年 - 昭和29年           | 昭和30年 - 昭和64年            | 昭和30年 - 昭和64年   | 平成1年 - 現在          | 現在     |
| ------------ | ------------------- | ---------------------------------- | ----------------------------- | ----------------------------- | ------------------------------ | --------------------- | ----------------------- | -------- |
|              | 猪苗代町            | 猪苗代町                           | 猪苗代町                      | 猪苗代町                      | 昭和30年3月1日 猪苗代町        | 猪苗代町              | 猪苗代町                | 猪苗代町 |
|              | 磐瀬村              | 昭和16年4月1日 猪苗代町に編入      | 猪苗代町                      | 猪苗代町                      | 昭和30年3月1日 猪苗代町        | 猪苗代町              | 猪苗代町                | 猪苗代町 |
|              | 磐保村              | 昭和16年4月1日 猪苗代町に編入      | 猪苗代町                      | 猪苗代町                      | 昭和30年3月1日 猪苗代町        | 猪苗代町              | 猪苗代町                | 猪苗代町 |
|              | 千里村              | 千里村                             | 千里村                        | 千里村                        | 昭和30年3月1日 猪苗代町        | 猪苗代町              | 猪苗代町                | 猪苗代町 |
|              | 吾妻村              | 吾妻村                             | 吾妻村                        | 吾妻村                        | 昭和30年3月1日 猪苗代町        | 猪苗代町              | 猪苗代町                | 猪苗代町 |
|              | 月輪村              | 月輪村                             | 月輪村                        | 月輪村                        | 昭和30年3月1日 猪苗代町        | 猪苗代町              | 猪苗代町                | 猪苗代町 |
|              | 翁島村              | 翁島村                             | 翁島村                        | 翁島村                        | 昭和30年3月1日 猪苗代町        | 猪苗代町              | 猪苗代町                | 猪苗代町 |
|              | 長瀬村              | 長瀬村                             | 長瀬村                        | 長瀬村                        | 昭和30年7月20日 猪苗代町に編入 | 猪苗代町              | 猪苗代町                | 猪苗代町 |
|              | 磐梯村              | 磐梯村                             | 磐梯村                        | 磐梯村                        | 昭和35年4月1日 町制            | 昭和35年4月1日 町制   | 磐梯町                  | 磐梯町   |
|              | 北山村              | 北山村                             | 昭和29年3月31日 北塩原村      | 昭和29年3月31日 北塩原村      | 北塩原村                       | 北塩原村              | 北塩原村                | 北塩原村 |
|              | 大塩村              | 大塩村                             | 昭和29年3月31日 北塩原村      | 昭和29年3月31日 北塩原村      | 北塩原村                       | 北塩原村              | 北塩原村                | 北塩原村 |
|              | 桧原村              | 桧原村                             | 昭和29年3月31日 北塩原村      | 昭和29年3月31日 北塩原村      | 北塩原村                       | 北塩原村              | 北塩原村                | 北塩原村 |
|              | 喜多方町            | 喜多方町                           | 昭和29年3月31日 喜多方市      | 昭和29年3月31日 喜多方市      | 喜多方市                       | 喜多方市              | 平成18年1月4日 喜多方市 | 喜多方市 |
|              | 松山村              | 松山村                             | 昭和29年3月31日 喜多方市      | 昭和29年3月31日 喜多方市      | 喜多方市                       | 喜多方市              | 平成18年1月4日 喜多方市 | 喜多方市 |
|              | 岩月村              | 岩月村                             | 昭和29年3月31日 喜多方市      | 昭和29年3月31日 喜多方市      | 喜多方市                       | 喜多方市              | 平成18年1月4日 喜多方市 | 喜多方市 |
|              | 関柴村              | 関柴村                             | 昭和29年3月31日 喜多方市      | 昭和29年3月31日 喜多方市      | 喜多方市                       | 喜多方市              | 平成18年1月4日 喜多方市 | 喜多方市 |
|              | 慶徳村              | 慶徳村                             | 昭和29年3月31日 喜多方市      | 昭和29年3月31日 喜多方市      | 喜多方市                       | 喜多方市              | 平成18年1月4日 喜多方市 | 喜多方市 |
|              | 豊川村              | 豊川村                             | 昭和29年3月31日 喜多方市      | 昭和29年3月31日 喜多方市      | 喜多方市                       | 喜多方市              | 平成18年1月4日 喜多方市 | 喜多方市 |
|              | 熊倉村              | 熊倉村                             | 昭和29年3月31日 喜多方市      | 昭和29年3月31日 喜多方市      | 喜多方市                       | 喜多方市              | 平成18年1月4日 喜多方市 | 喜多方市 |
|              | 上三宮村            | 上三宮村                           | 昭和29年3月31日 喜多方市      | 昭和29年3月31日 喜多方市      | 喜多方市                       | 喜多方市              | 平成18年1月4日 喜多方市 | 喜多方市 |
|              | 熱塩村              | 熱塩村                             | 熱塩村                        | 昭和29年3月31日 熱塩加納村    | 熱塩加納村                     | 熱塩加納村            | 平成18年1月4日 喜多方市 | 喜多方市 |
|              | 加納村              | 加納村                             | 加納村                        | 昭和29年3月31日 熱塩加納村    | 熱塩加納村                     | 熱塩加納村            | 平成18年1月4日 喜多方市 | 喜多方市 |
|              | 朝倉村              | 朝倉村                             | 朝倉村                        | 昭和29年3月31日 熱塩加納村    | 熱塩加納村                     | 熱塩加納村            | 平成18年1月4日 喜多方市 | 喜多方市 |
|              | 朝倉村              | 朝倉村                             | 朝倉村                        | 昭和29年3月31日 山都町        | 山都町                         | 山都町                | 平成18年1月4日 喜多方市 | 喜多方市 |
|              | 山都村              | 山都村                             | 昭和25年4月1日 山都町         | 昭和29年3月31日 山都町        | 山都町                         | 山都町                | 平成18年1月4日 喜多方市 | 喜多方市 |
|              | 小川村              | 小川村                             | 昭和25年4月1日 山都町         | 昭和29年3月31日 山都町        | 山都町                         | 山都町                | 平成18年1月4日 喜多方市 | 喜多方市 |
|              | 木幡村              | 木幡村                             | 昭和25年4月1日 山都町         | 昭和29年3月31日 山都町        | 山都町                         | 山都町                | 平成18年1月4日 喜多方市 | 喜多方市 |
|              | 相川村              | 相川村                             | 相川村                        | 昭和29年3月31日 山都町        | 山都町                         | 山都町                | 平成18年1月4日 喜多方市 | 喜多方市 |
|              | 一ノ木村            | 一ノ木村                           | 一ノ木村                      | 昭和29年3月31日 山都町        | 山都町                         | 山都町                | 平成18年1月4日 喜多方市 | 喜多方市 |
|              | 早稲谷村            | 早稲谷村                           | 早稲谷村                      | 昭和29年3月31日 山都町        | 山都町                         | 山都町                | 平成18年1月4日 喜多方市 | 喜多方市 |
|              | 塩川村              | 明治42年4月1日 町制                | 昭和29年7月1日 塩川町         | 昭和29年7月1日 塩川町         | 塩川町                         | 塩川町                | 平成18年1月4日 喜多方市 | 喜多方市 |
|              | 姥堂村              | 姥堂村                             | 昭和29年7月1日 塩川町         | 昭和29年7月1日 塩川町         | 塩川町                         | 塩川町                | 平成18年1月4日 喜多方市 | 喜多方市 |
|              | 駒形村              | 駒形村                             | 昭和29年7月1日 塩川町         | 昭和29年7月1日 塩川町         | 塩川町                         | 塩川町                | 平成18年1月4日 喜多方市 | 喜多方市 |
|              | 堂島村              | 堂島村                             | 昭和29年7月1日 塩川町         | 昭和29年7月1日 塩川町         | 塩川町                         | 塩川町                | 平成18年1月4日 喜多方市 | 喜多方市 |
|              | 河沼郡 笈川村の一部 | 河沼郡 笈川村の一部                | 河沼郡 笈川村の一部           | 河沼郡 笈川村の一部           | 昭和32年3月31日 塩川町に編入   | 塩川町                | 平成18年1月4日 喜多方市 | 喜多方市 |
|              | 山郷村              | 山郷村                             | 山郷村                        | 山郷村                        | 昭和30年3月31日 河沼郡 高郷村  | 昭和35年8月1日 耶麻郡 | 平成18年1月4日 喜多方市 | 喜多方市 |
|              | 河沼郡 高寺村       | 河沼郡 高寺村                      | 昭和29年3月31日 河沼郡 高寺村 | 昭和29年3月31日 河沼郡 高寺村 | 昭和30年3月31日 河沼郡 高郷村  | 昭和35年8月1日 耶麻郡 | 平成18年1月4日 喜多方市 | 喜多方市 |
|              | 河沼郡 片門村       | 河沼郡 片門村                      | 昭和29年3月31日 河沼郡 高寺村 | 昭和29年3月31日 河沼郡 高寺村 | 昭和30年3月31日 河沼郡 高郷村  | 昭和35年8月1日 耶麻郡 | 平成18年1月4日 喜多方市 | 喜多方市 |
|              | 河沼郡 束松村       | 河沼郡 束松村                      | 昭和29年3月31日 河沼郡 高寺村 | 昭和29年3月31日 河沼郡 高寺村 | 昭和30年3月31日 河沼郡 高郷村  | 昭和35年8月1日 耶麻郡 | 平成18年1月4日 喜多方市 | 喜多方市 |
|              | 河沼郡 新郷村       | 河沼郡 新郷村                      | 河沼郡 新郷村                 | 河沼郡 新郷村                 | 昭和30年3月31日 河沼郡 高郷村  | 昭和35年8月1日 耶麻郡 | 平成18年1月4日 喜多方市 | 喜多方市 |
|              | 河沼郡 千咲村       | 河沼郡 千咲村                      | 河沼郡 千咲村                 | 河沼郡 千咲村                 | 昭和30年3月31日 河沼郡 高郷村  | 昭和35年8月1日 耶麻郡 | 平成18年1月4日 喜多方市 | 喜多方市 |
|              | 新郷村              | 新郷村                             | 昭和29年7月1日 西会津町       | 昭和29年7月1日 西会津町       | 西会津町                       | 西会津町              | 西会津町                | 西会津町 |
|              | 奥川村              | 奥川村                             | 昭和29年7月1日 西会津町       | 昭和29年7月1日 西会津町       | 西会津町                       | 西会津町              | 西会津町                | 西会津町 |
|              | 河沼郡 野沢村       | 明治40年7月1日 町制                | 昭和29年7月1日 西会津町       | 昭和29年7月1日 西会津町       | 西会津町                       | 西会津町              | 西会津町                | 西会津町 |
|              | 河沼郡 正中村       | 大正10年6月1日 河沼郡 野沢町に編入 | 昭和29年7月1日 西会津町       | 昭和29年7月1日 西会津町       | 西会津町                       | 西会津町              | 西会津町                | 西会津町 |
|              | 河沼郡 芹草越村     | 大正10年6月1日 河沼郡 野沢町に編入 | 昭和29年7月1日 西会津町       | 昭和29年7月1日 西会津町       | 西会津町                       | 西会津町              | 西会津町                | 西会津町 |
|              | 河沼郡 尾野本村     | 河沼郡 尾野本村                    | 昭和29年7月1日 西会津町       | 昭和29年7月1日 西会津町       | 西会津町                       | 西会津町              | 西会津町                | 西会津町 |
|              | 河沼郡 登世島村     | 河沼郡 登世島村                    | 昭和29年7月1日 西会津町       | 昭和29年7月1日 西会津町       | 西会津町                       | 西会津町              | 西会津町                | 西会津町 |
|              | 河沼郡 睦合村       | 河沼郡 睦合村                      | 昭和29年7月1日 西会津町       | 昭和29年7月1日 西会津町       | 西会津町                       | 西会津町              | 西会津町                | 西会津町 |
|              | 河沼郡 下谷村       | 河沼郡 下谷村                      | 昭和29年7月1日 西会津町       | 昭和29年7月1日 西会津町       | 西会津町                       | 西会津町              | 西会津町                | 西会津町 |
|              | 河沼郡 群岡村       | 河沼郡 群岡村                      | 昭和29年7月1日 西会津町       | 昭和29年7月1日 西会津町       | 西会津町                       | 西会津町              | 西会津町                | 西会津町 |
|              | 河沼郡 上野尻村     | 河沼郡 上野尻村                    | 昭和29年7月1日 西会津町       | 昭和29年7月1日 西会津町       | 西会津町                       | 西会津町              | 西会津町                | 西会津町 |
|              | 河沼郡 宝坂村       | 河沼郡 宝坂村                      | 昭和29年7月1日 西会津町       | 昭和29年7月1日 西会津町       | 西会津町                       | 西会津町              | 西会津町                | 西会津町 |

## 行政
歴代郡長
| 代 | 氏名   | 就任年月日                | 退任年月日                 | 備考                   |
| -- | ------ | ------------------------- | -------------------------- | ---------------------- |
| 1  |        | 明治12年（1879年）1月27日 |                            |                        |
|    | 武井格 |                           | 明治43年（1910年）10月18日 | 在任中に死去           |
|    |        |                           | 大正15年（1926年）6月30日  | 郡役所廃止により、廃官 |